# إنريكي بارزولا
إنريكي جوناتان بارزولا أكوستا (بالإنجليزية: Enrique Johnatan Barzola Acosta؛ مواليد 28 أبريل 1989) هو مُقاتل فنون قتالية مختلطة بيروفي.

## وصلات خارجية
- إنريكي بارزولا على موقع يو إف سي (الإنجليزية)
- إنريكي بارزولا على موقع بيلاتور (الإنجليزية)
- إنريكي بارزولا على موقع شيردوغ (الإنجليزية)
- إنريكي بارزولا على موقع Tapology.com (الإنجليزية)
- إنريكي بارزولا على موقع فايت ماتريكس (الإنجليزية)
- إنريكي بارزولا على موقع إي إس بي إن (الإنجليزية)
- إنريكي بارزولا على موقع IMDb (الإنجليزية)